# Korup (Ravsted Sogn)
 Denne artikel bør gennemlæses af en person med fagkendskab for at sikre den faglige korrekthed.

 For alternative betydninger, se Korup (flertydig). (Se også artikler, som begynder med Korup)
Korup er en landsby, der er beliggende ca. 5 kilometer nordøst fra Ravsted, ca. 22 kilometer fra Aabenraa og ca. 25 kilometer fra Tønder.

## Historie
fra genforeningen indtil kommunalreformen i 1970 var Korup en del af Slogs Herred, og fra 1970 indtil kommunalreformen i 2007 var det beliggende i Tinglev Kommune. Korup er i dag del af Aabenraa kommune
Korup er beliggende i Ravsted sogn, Aabenraa Kommune og Sønderjylland.

## Demografi
Der er ca. 50-60 mennesker der bor i Korup og på Korupvej.
|  | Denne artikel om lokaliteten Korup (Ravsted Sogn) kan blive bedre, hvis der indsættes et (bedre) billede. Du kan hjælpe ved at afsøge Wikimedia Commons for et passende billede eller lægge et op på Wikimedia Commons med en af de tilladte licenser og indsætte det i artiklen. |

55°02′35″N 9°09′08″Ø / 55.0431°N 9.1521°Ø